# ケプラー296f
ケプラー296f(英語:Kepler-296f)とは地球から見てこと座の方向に約740光年離れた位置にある赤色矮星同士の連星系、ケプラー296の主星、ケプラー296Aを公転している5つの太陽系外惑星うちの1つである。

## 発見
ケプラー296fは2014年にNASAのケプラー宇宙望遠鏡によって発見され、同時に公表された715個の太陽系外惑星と共に公表された。

## 名称
ケプラー296fはケプラー296Aのみ公転している為、ケプラー296Afとも呼ばれる。存在確認前に付けられるKOIカタログでの名称はKOI-1422f、またはKOI-1422.04となる。さらに前に付けられるKICカタログでの名称はKIC1149758fとなる。他に2MASS J19060960+4926143f、WISE J1906.59+492614.2fという名称も持つ。

## 特徴
| 地球 | ケプラー296f |
| ---- | ------------ |
| 地球 | Exoplanet    |

ケプラー296fは地球の約1.8倍の半径を持つ為、岩石惑星と考えられる。ケプラー296Aから0.255 auの距離を63.3日で公転している。この距離はケプラー296Aのハビタブルゾーン(液体の水が存在できる領域)内にあたる。その為、ケプラー296fは表面温度は274K(-3℃)と生命が存在できる可能性がある温度に維持されている。このことからケプラー296fは生命が存在する可能性がある。ちなみにより内側にはケプラー296fと同様に生命が存在する可能性があるケプラー296eがある。
地球に似ているとされているが2013年に発見されたケプラー62eとケプラー62f、そして2014年4月に発見されたケプラー186fほど注目されていなかった。しかし2015年に新しく発見された、より地球に似ているとされている3つの太陽系外惑星(ケプラー438b・ケプラー440b・ケプラー442b)との比較として提示された際、初めて注目されるようになった。
また、下表に地球との類似性を示す各指標での値を示した。
| 名前         | ESI  | SPH  | HZD   | HZC   | HZA   | pClass            | hClass | R(RE) | Teff(K) | 現況 | 恒星        | S-type |
| ------------ | ---- | ---- | ----- | ----- | ----- | ----------------- | ------ | ----- | ------- | ---- | ----------- | ------ |
| 地球         | 1.00 | 0.72 | -0.50 | -0.31 | -0.52 | 暖かいterran      | 中間   | 1.00  | 288     | -    | 太陽        | G2V    |
| ケプラー296f | 0.78 | 0.15 | -0.90 | -0.14 | +0.53 | 暖かいsuperterran | 寒冷   | 1.80  | 199     | 確認 | ケプラー296 | M2V    |